# 295472 Puy
295472 Puy este o planetă minoră (asteroid) din centura de asteroizi. A fost descoperită pe 26 august 2008 la observatoire des Pises⁠(d) de observatoire des Pises⁠(d). 
Obiectul prezintă o orbită caracterizată de o semiaxă mare de 2,7881135775567 UAi, o excentricitate de 0,03, o înclinație de 6,1 ° în raport cu ecliptica.